# Filòstrat de l'Epir
Filòstrat de l'Epir (en llatí Philostratus, en grec antic Φιλόστρατος) fou un polític epirota del segle ii aC.
L'any 170 aC va estar implicat en un complot per capturar el cònsol romà Aulus Hostili Mancí quan anava a Tessàlia passant per l'Epir, amb l'objectiu d'entregar-lo al rei Perseu de Macedònia. Hauria tingut èxit si el cònsol no hagués desviat el seu camí. El 169 aC apareix cooperant a l'Epir amb el general macedoni Cleves, contra Appi Claudi Centó, segons diuen Polibi i Titus Livi.